# Palma Sola, Alto Lucero de Gutiérrez Barrios
Palma Sola är en ort i Mexiko.   Den ligger i kommunen Alto Lucero de Gutiérrez Barrios och delstaten Veracruz, i den sydöstra delen av landet, 280 km öster om huvudstaden Mexico City. Palma Sola ligger 14 meter över havet och antalet invånare är 3 144.
Terrängen runt Palma Sola är kuperad åt sydväst, men österut är den platt. Havet är nära Palma Sola åt nordost.  Palma Sola är det största samhället i trakten.